# Izydor Adamski

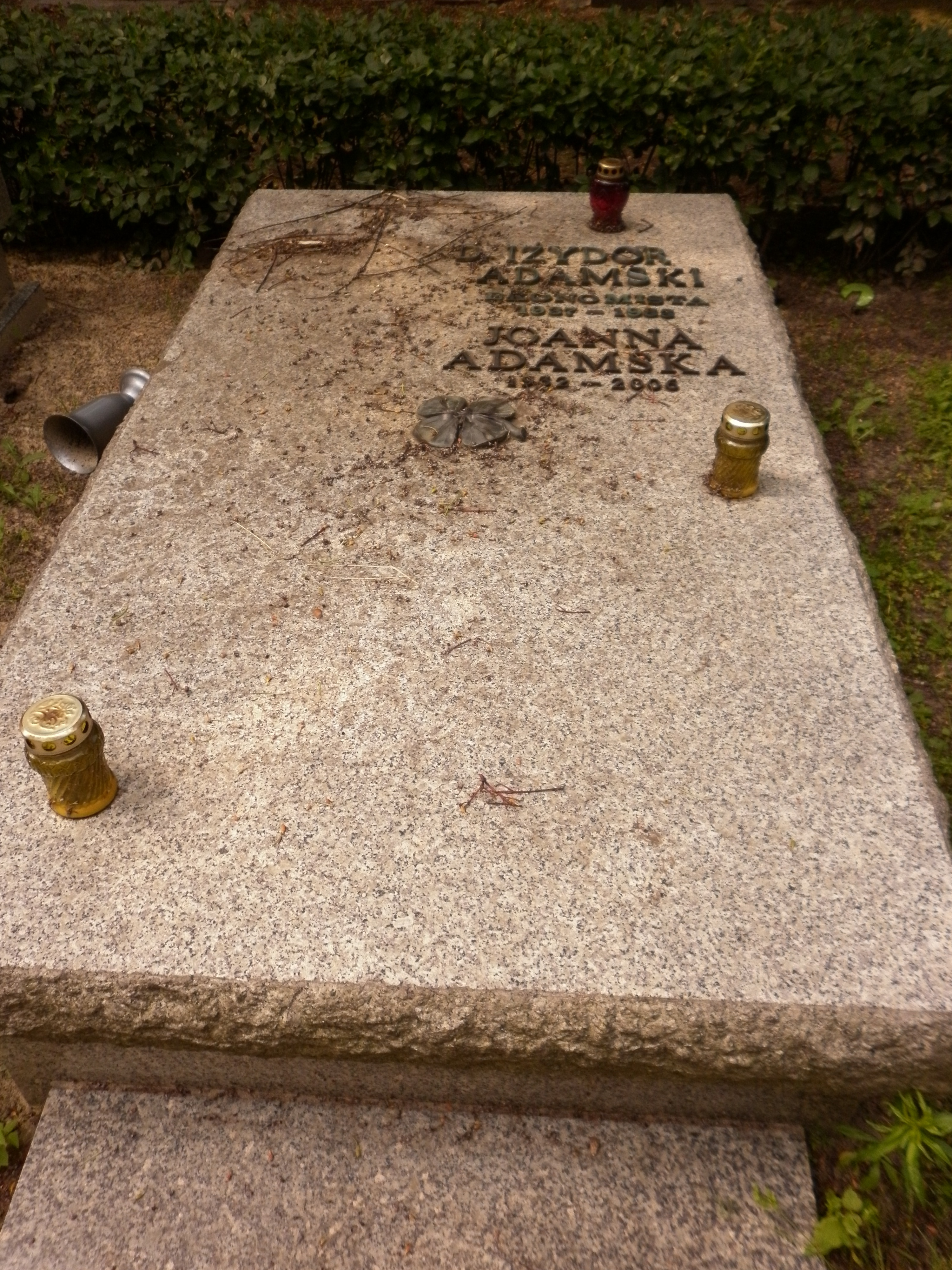
Grób Izydora Adamskiego na Cmentarzu Wojskowym na Powązkach

Izydor Adamski (ur. 5 listopada 1937 w Kraśnicy k. Gostynina, zm. 24 lutego 1983 w Warszawie) – polski dziennikarz i polityk, poseł na Sejm PRL VII i VIII kadencji z ramienia ZSL z okręgu Toruń. Był członkiem Komisji Kultury i Sztuki oraz Komisji Spraw Zagranicznych.

## Życiorys
Syn Franciszka i Anny. Od 1952 do 1956 należał do Związku Młodzieży Polskiej, w 1957 wstąpił do Zjednoczonego Stronnictwa Ludowego, równocześnie od 1958 do 1960 był członkiem Związku Młodzieży Wiejskiej. Ukończył studia w Szkole Głównej Planowania i Statystyki w Warszawie. W 1961 został kierownikiem działu w redakcji miesięcznika „Wieś Współczesna”, po ukończeniu dwuletniego stypendium doktoranckiego Polskiej Akademii Nauk w 1965 otrzymał stanowisko zastępcy redaktora naczelnego. W 1968 zmienił miejsce pracy, został redaktorem naczelnym „Dziennika Ludowego”. W październiku 1974 otrzymał stanowisko redaktora naczelnego „Zielonego Sztandaru”. Od 21 marca 1976 do 24 lutego 1983 był posłem na Sejm PRL VII i VIII kadencji. Od marca 1981 przez trzy miesiące ponownie był redaktorem naczelnym „Wsi Współczesnej”. Pełnił szereg funkcji we władzach ZSL, zasiadając m.in., od 8 maja 1981 do końca życia, w prezydium Naczelnego Komitetu (do 17 listopada 1981 jako jego sekretarz). W maju 1982 został podsekretarzem stanu w Ministerstwie Kultury i Sztuki, stanowisko to pełnił do śmierci. Pochowany na Cmentarzu Wojskowym na Powązkach (kwatera 32A-tuje-20).

## Odznaczenia
- Krzyż Komandorski Orderu Odrodzenia Polski
- Krzyż Kawalerski Orderu Odrodzenia Polski
- Złoty Krzyż Zasługi